# Cedric Sharpley
Cedric Larry Sharpley (2 de julio de 1952 - 13 de marzo de 2012) fue un baterista sudafricano, conocido por haber formado parte de la banda de apoyo de Gary Numan por más de 10 años.
Nacido en Ciudad del Cabo, Sudáfrica, el 2 de julio de 1952, Sharpley empezó su carrera tocando en una banda de rock progresivo llamada Druid, con las que lanzó dos álbumes, Towards The Sun (1975) y Fluid (1976).
En 1979, se integró a Tubeway Army, apareciendo en el programa "Old Grey Whistle Test", tocando los temas "Are Friends Electric?" y "Down In The Park" de su último álbum Replicas. Poco después Tubeway Army se convierte en la banda de apoyo de su cantante Gary Numan, con quien Sharpley colaboraría en sus discos y giras hasta su alejamiento de él en 1992. El rol más destacado es con Numan y su etapa exitosa con los álbumes The Pleasure Principle (1979) y Telekon (1980), que entre sus canciones tuvo el éxito mundial de música electrónica "Cars", en cuyo videoclip Sharpley y el resto de la banda de apoyo de entonces de Numan aparecen junto con él.
Por la época de "Cars", Sharpley, junto con su compañero de la banda de Numan, Chris Payne, colabora con Visage en la composición de su éxito "Fade To Grey", en el que también toca la batería. 
En 1981, junto con sus compañeros de la banda de Numan (quien por el momento se había retirado), Chris Payne, Rrussell Bell y Denis Haines forman un proyecto de corta duración llamado Dramatis, que lanza algunos sencillos y un álbum. 
En sus últimos años, se reunió con sus compañeros de la banda Druid, Andrew McCrorie-Shand y Neil Brewer, para formar una banda llamada Tinderfish.
También colaboró con Billy Idol, Hazel O'Connor, The Q-Tips, Big Noise U.K. (con su compañero de bandas Chris Payne y Ade Orange) y otros.
Cedric Sharpley falleció de un ataque al corazón el 13 de marzo de 2012, siendo su muerte anunciada ese mismo día por su compañero de Dramatis, Rrussell Bell, por medio de su cuenta de Twitter